# Río Rímac
Der Río Rímac (Quechua: Rimaq) ist ein etwa 138 km langer Zufluss des Pazifischen Ozeans in Peru, der die Küstenwüste um die Hauptstadt Lima bewässert und von entscheidender Bedeutung für deren Wasserversorgung ist.

## Name
Sein Name entstammt der Quechua-Sprache, wo rimaq „Sprecher“ bzw. „Orakel“ bedeutet: Im Donnern des Flusses sahen die Indigenen der Region eine Verkündung göttlicher Weisheit.

## Flusslauf
Der Fluss hat eine Länge von etwa 138 km, er entspringt in der Westkordillere (Cordillera Occidental) des Anden-Hochgebirges auf einer Höhe von etwa 4700 m. Er fließt von dort in überwiegend westsüdwestlicher Richtung durch das Gebirge. Die Nationalstraße 22 (Lima–La Oroya) führt entlang dem Flusslauf. Bei Flusskilometer 57 mündet der Río Santa Eulalia rechtsseitig in den Fluss. Dieser durchfließt später die Hauptstadt Lima und die angrenzende Küstenstadt Callao, bevor er in den Pazifischen Ozean mündet.
Der Fluss speist sich aus den Gletscherschmelzwässern der westlichen Hochandenketten. Im Winter ist seine Wasserführung gering, aber im Sommer schwillt er – genau wie seine Zuflüsse – zu einem reißenden Strom an.

## Wasserkraftnutzung
In den Wasserkraftwerken Matucana, Moyopampa und Huampaní wird elektrische Energie gewonnen, welche einen Großteil des Bedarfs Limas deckt. Des Weiteren wird das Wasser zum Wasserkraftwerk Callahuanca im Flusstal des Nebenflusses Río Santa Eulalia umgeleitet.

## Geschichte
Im Jahr 1535 gründete Francisco Pizarro am Ufer des Río Rímac die Hauptstadt „Ciudad de los Reyes“ (spanisch: „Stadt der [Heiligen Drei] Könige“) des Vizekönigreichs Peru, das heutige Lima. Seinen jetzigen Namen verdankt Lima möglicherweise einer abweichenden Aussprache des „Rímac“ (Limaq): So wird im Huanca-Quechua noch heute das [r] der anderen Quechua-Varianten wie [⁠l⁠] gesprochen.